# Kalker Kapelle

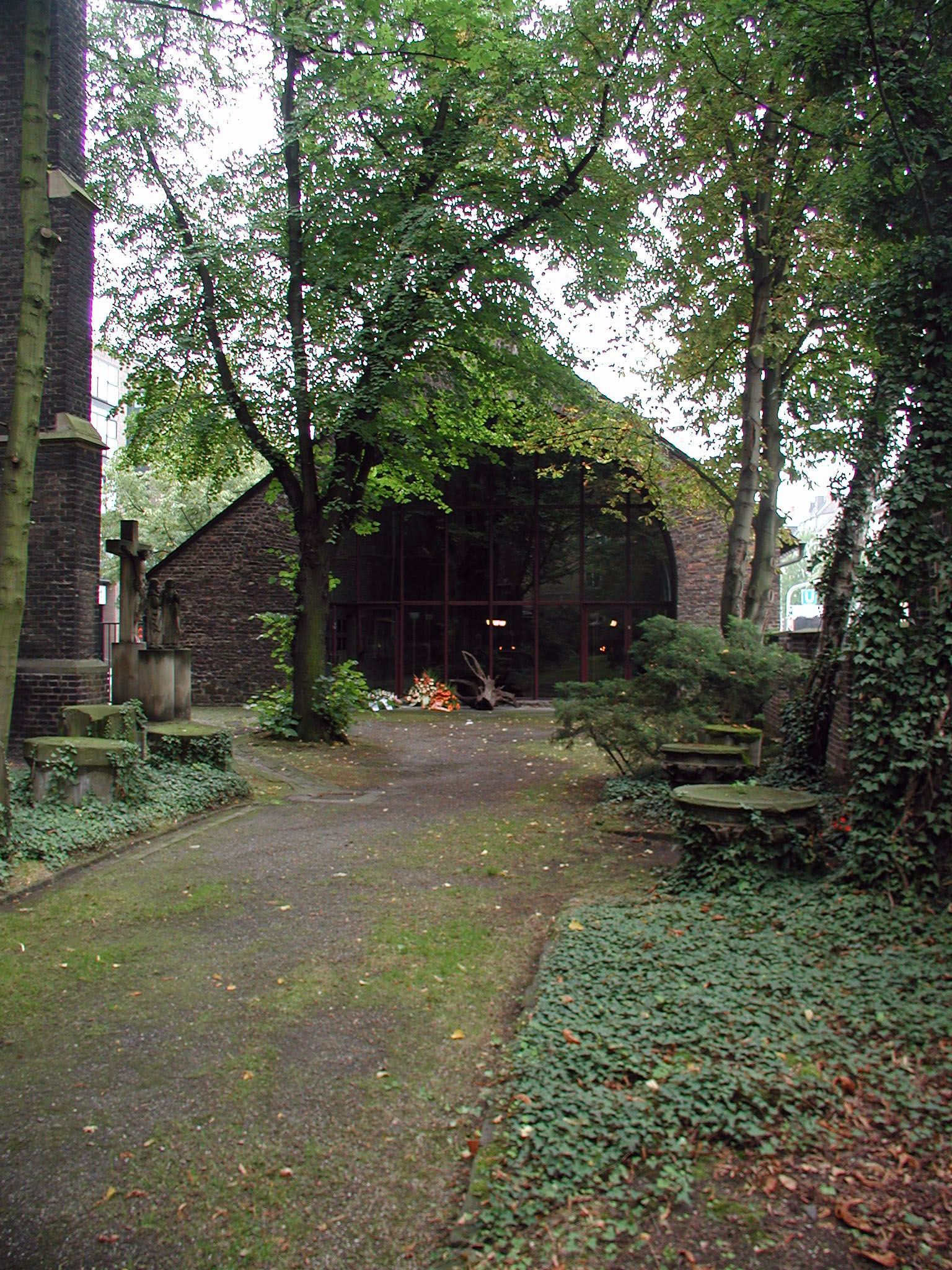
Kalker Kapelle, Ostansicht

Die Kalker Kapelle in Köln wurde in den Jahren 1948 bis 1950 nach ihrer Zerstörung im Zweiten Weltkrieg neu errichtet. Sie hat ihren Ursprung in der frühen Neuzeit um 1666/67. Die Kapelle liegt im Stadtteil Kalk an der Gabelung der Straßen Kalker Hauptstraße und der südöstlich in Richtung des Stadtteiles Vingst abzweigenden Kapellenstraße.

## Anfang als Heiligenhäuschen
Die Entstehungsgeschichte der Kapelle reicht zurück an den Übergang des Spätmittelalters zur Neuzeit. Sie ist verknüpft mit dem Erzstift von St. Severin und der im 15. Jahrhundert ihren Höhepunkt erreichenden Marienverehrung. Die Pietà stammt aus dieser Zeit.
Bildstöcke, Feldkapellen, Heiligenhäuschen, oft auch als Fußfall bezeichnet, waren seit früher Zeit zur kurzen Andacht genutzte Orte von meist nur lokaler Bedeutung. Grund der Errichtung war oftmals ein Unglück, von dem jemand an diesem Ort betroffen war. Die Vorgänge jener Zeit, Konzil, Marienverehrung den Ursprung (Auftraggeber) der Kalker Pietà, erklärt auch der Pastor und Mönch der Benediktinerabtei Deutz, Pater Rupertus Hollwegh. Er berichtet in seiner Chronik von 1715, dass zwei Urkunden des 15. Jahrhunderts den Bildstock in der Flur Kalk erwähnen und weiterhin über die Einberufung eines Provinzialkonziliums (Provinzialsynode) durch den Kölner Erzbischof Dietrich II. (Theoderich) im Jahre 1423.

## Konzilsfolgen, Pietà und Wallfahrten

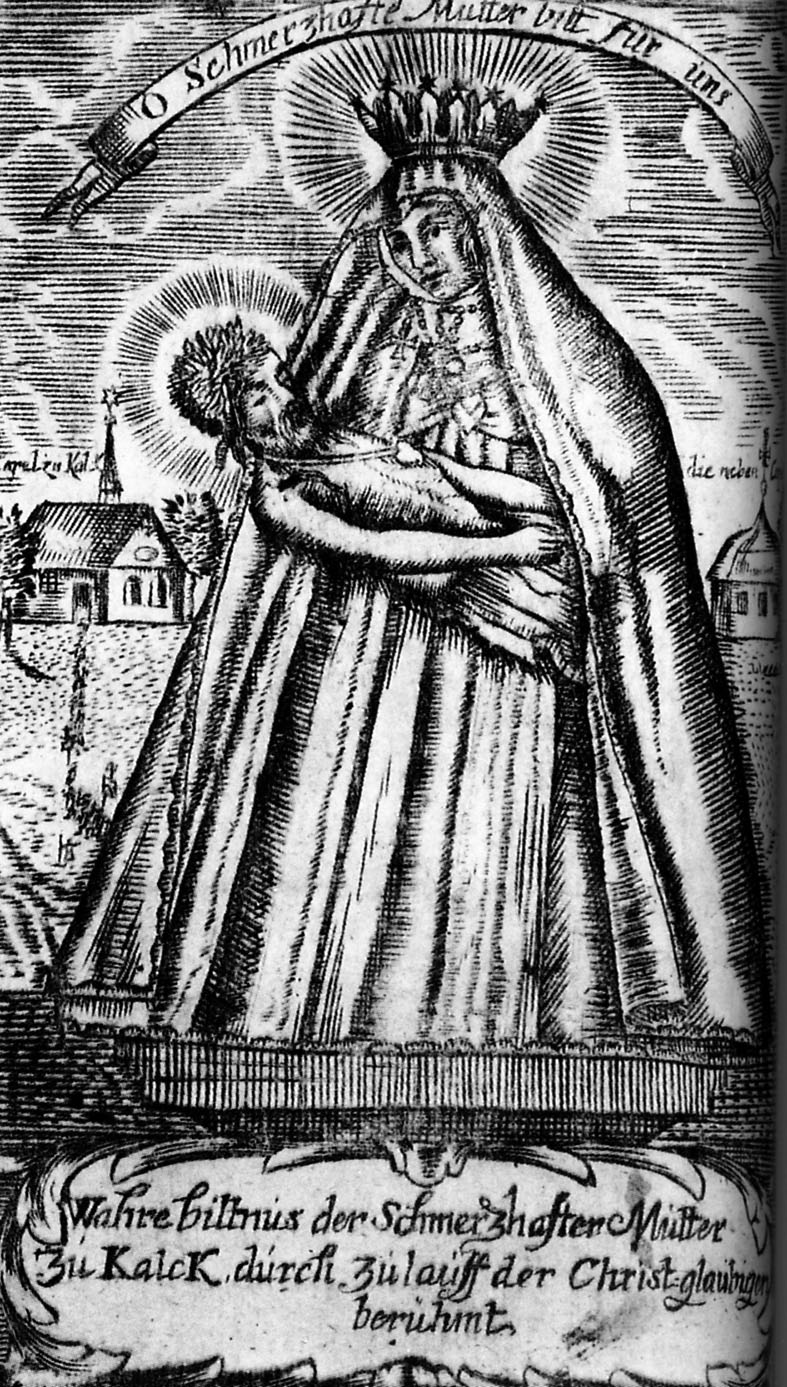
Pietà, Holzschnitt, wahrscheinlich frühes 18. Jh., da zwei Kapellen gezeigt werden.

Einer Anregung der Gründer des im 13. Jahrhundert in Florenz entstandenen Ordens der Serviten folgend, beschloss man, das Andenken an die Angst und Schmerzen der seligen Jungfrau Maria zu fördern. Von der Provinzialsynode in Köln im Jahr 1423 ging auch aus, einen Fest- oder Gedenktag zu Ehren der erlittenen „Sieben Schmerzen Mariens“ und zur Verehrung der Schmerzhaften Mutter Gottes einzuführen: das Kompassionsfest. Auch das Maria ehrende Angelusläuten wurde damals eingerichtet. Nach Angaben des Benediktiners Hollwegh wurde schon bald nach den Konzilsbeschlüssen zu Köln von der Abtei seines Ordens die Anfertigung eines Vesperbildes in Auftrag gegeben.

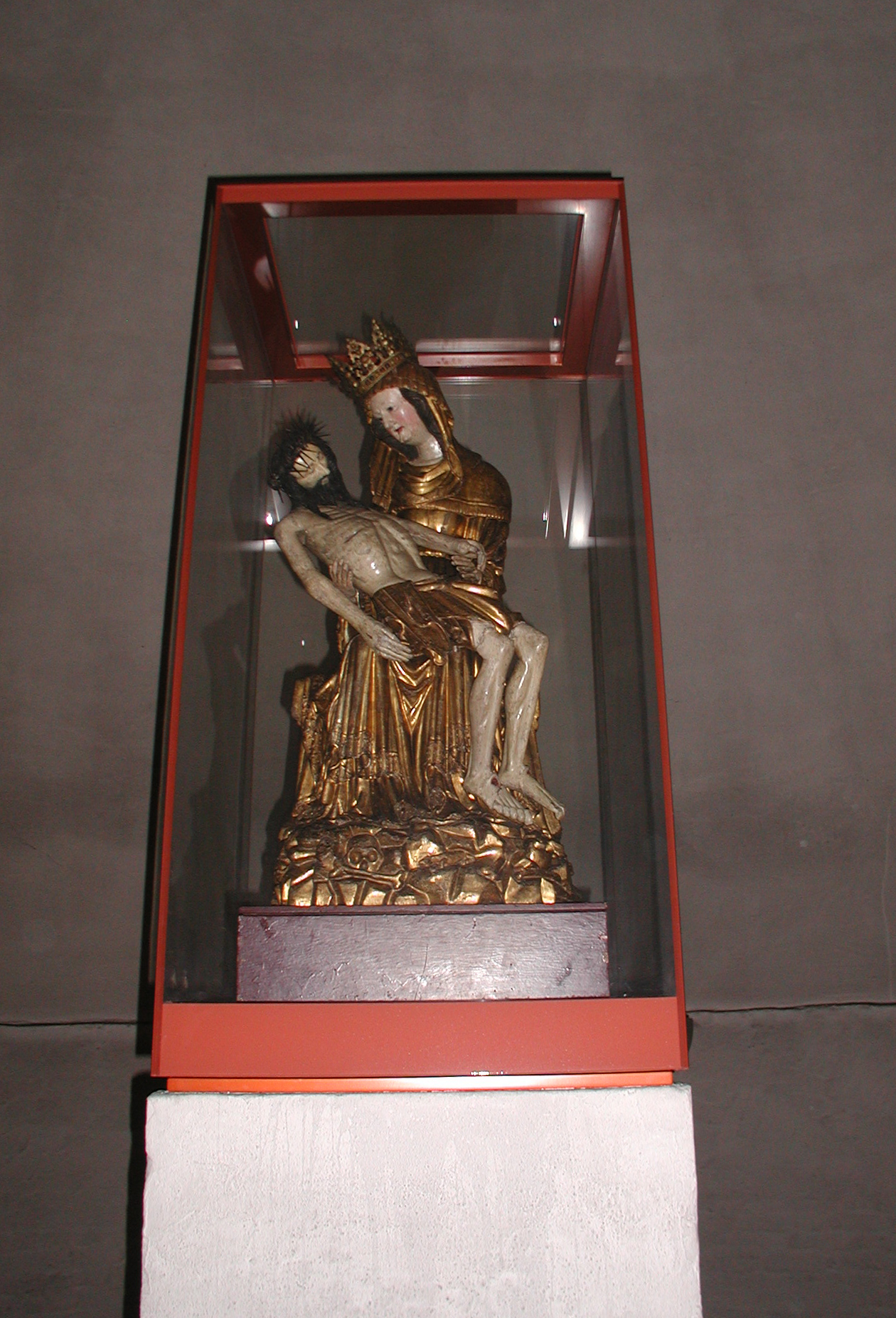
Heutiger Zustand der Pietà (15. Jahrhundert)

So wurde in der Folge des Konzils der Geburtstag der Mutter Gottes am 8. September und aufgrund der intensiven Volksfrömmigkeit des Mittelalters ein weit verbreiteter Feiertag. Neben den vielen Marienkirchen fanden an diesem Tag die mit einem Gnadenbild ausgestatteten Kirchen oder Kapellen eine besondere Beachtung. Zu der Kalker Pietà, der ein wundertätiges Wirken nachgesagt wurde, fand nun alljährlich am 8. September eine Prozession statt.
Im Weiler Kalk, dessen Haupthof, der Kapitelshof, dem Kölner Stift St. Severin unterstand, begann die Prozession zum Gnadenbild an der Kirche St. Severin in der Kölner Südstadt (in der Marienkapelle von St. Severin befindet sich ebenfalls eine Pietà aus dieser Zeit), später dann auch von den Orten Ensen (Porz) und Mülheim. Die Prozessionen gingen in einer Art Kreuzweg, trafen sich in Deutz und gingen dann die letzten sieben der insgesamt 14 Stationen gemeinsam nach Kalk. Die in der Chronik Hollweghs beschriebenen Stationen ab Deutz zeigten den Abschied Jesu von seiner Mutter, Fesselung, Geißelung, Dornenkrönung, Kreuztragung, Annagelung und Kreuzigung Jesu.
1709 förderte Papst Clemens XI. das Pilgerwesen zusätzlich, indem er den Bußgängern einen besonderen Ablass gewährte, zu dem von vielen Kanzeln in den Predigten aufgerufen wurde. Zum Hauptwallfahrtstag entwickelte sich Mitte des 18. Jahrhunderts der Sonntag nach Mariä Geburt.
Welcher Künstler das Bildnis, Pietà oder auch Vesperbild genannt (zur neunten Stunde, der Vesperstunde, starb Jesus), im Auftrag der Abtei schuf, ist nicht bekannt. Wahrscheinlich entstand die Kalker Pietà schon im Jahr der Synode, 1423, oder bald danach und fand ihren Platz in einem kleinen Bildstock.

## Bau und Zerstörung der ersten Kapelle
Nach dem Abklingen der Pest in den 1660er-Jahren, von der Kalk im Gegensatz zum benachbarten Köln verschont geblieben war, wurde zum Dank für den gewährten Schutz vor der Seuche für die Pietà eine erste Kapelle errichtet. Die Genehmigung erteilte Generalvikar Paulus Aussenius. Der große Zuspruch des Gnadenbildes machte in der Folgezeit den Bau einer zusätzlichen Nebenkapelle erforderlich (siehe Abbildung Holzschnitt). Über Fassungsvermögen und Verbleib dieser zusätzlichen Kapelle ist nichts bekannt. Die Wallfahrtsstätte entwickelte sich besonders, als in der durch ein Unwetter im Jahr 1703 zerstörten Kirche die Pietà unversehrt geborgen werden konnte. Der Chronist Hollwegh beschreibt dieses außergewöhnliche Naturereignis ausführlich und bemerkt hierzu abschließend:
die Capell ein verwüsteter Steinhauf; hiebey war dieses zu verwundern, auch sehr tröstlich, dass in solcher Zerstörung das Vesperbild samt dem Altar zum geringsten nicht beschädigt seynd geworden.
Der zerstörte Bau konnte schon im Folgejahr dank zahlreicher Spenden durch einen Neubau ersetzt werden.

## Beschreibung der zweiten Kapelle

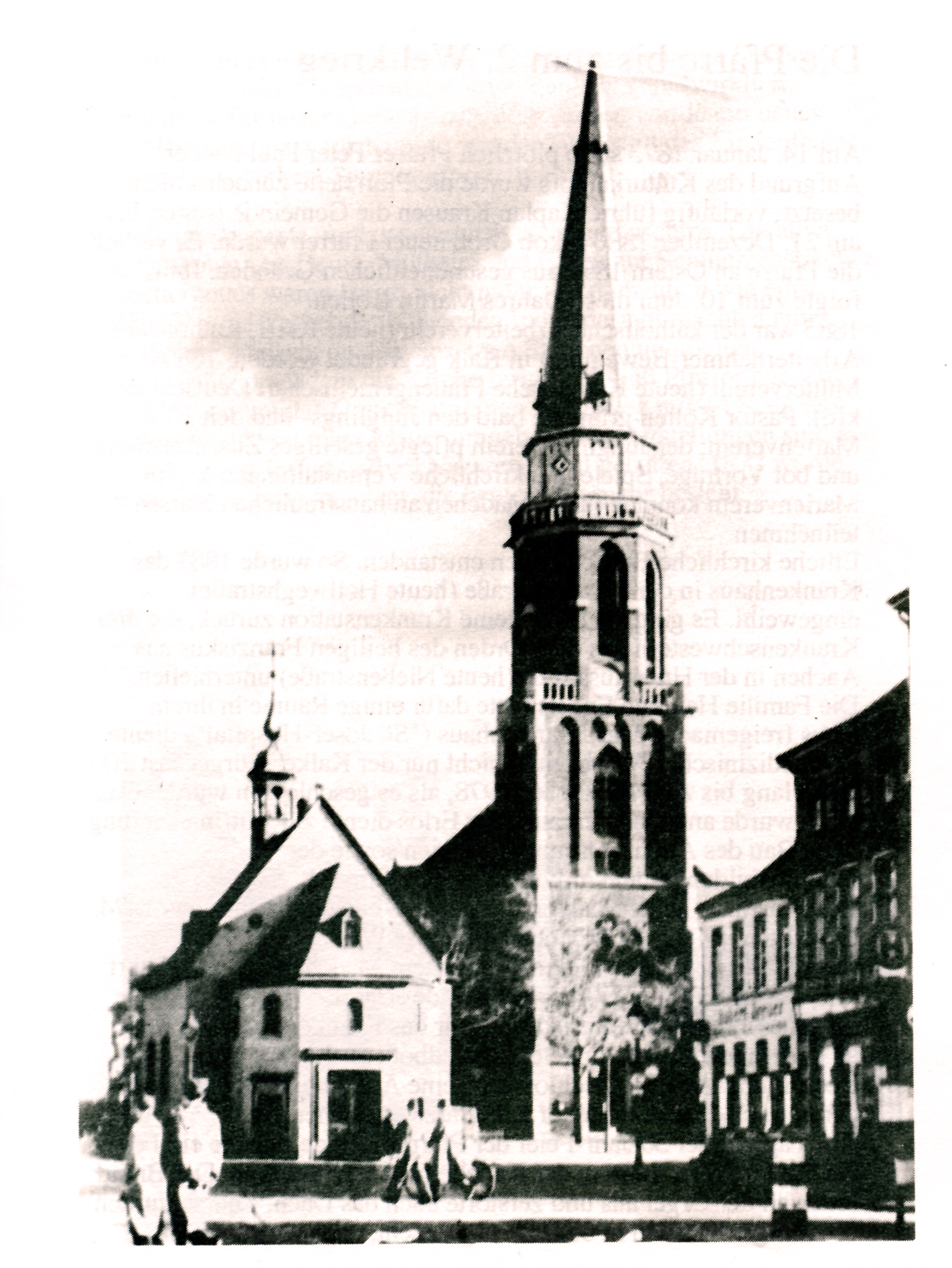
Der zweite Kapellenbau um 1902

Neben dem Bauwerk des Jahres 1704 wurde bedingt durch zunehmende Pilgerzahlen im Jahr 1714 eine zusätzliche kleinere Nebenkapelle erbaut. Im 19. und frühen 20. Jahrhundert restauriert und mehrfach verändert. Bis zum Jahr der Zerstörung, 1941, war die Kapelle ein schlichter, barocker, von einem offenen Glockentürmchen als Dachreiter mit sechsseitigem Helm gekrönter Backsteinbau. Dieser hatte im Westen, dem Mittelschiff vorgelagert, eine kleine Eingangshalle. Sie hatte frontseitig eine große Doppeltüre sowie an den Schrägseiten zwei kleine Eingänge. An der Ostseite befand sich ein fünfseitiger Chor, welchem sich auch eine Sakristei anschloss. Die einschiffige Kapelle hatte einen flach gewölbten Saal, den Chorraum hatte man durch einen Triumphbogen separiert. Im Gegensatz zur heutigen Gestaltung waren Decken und Wände mit Malereien versehen und gaben der kargen Räumlichkeit ein festliches Aussehen. Ein 1674 gestifteter Altar, auf dem die Pietà aufgestellt war, wurde 1889 bei einer größeren Renovierung durch einen von dem Mülheimer Bildhauer Ferdinand Hachenberg geschaffenen Altar ersetzt.

## Die heutige dritte Kapelle

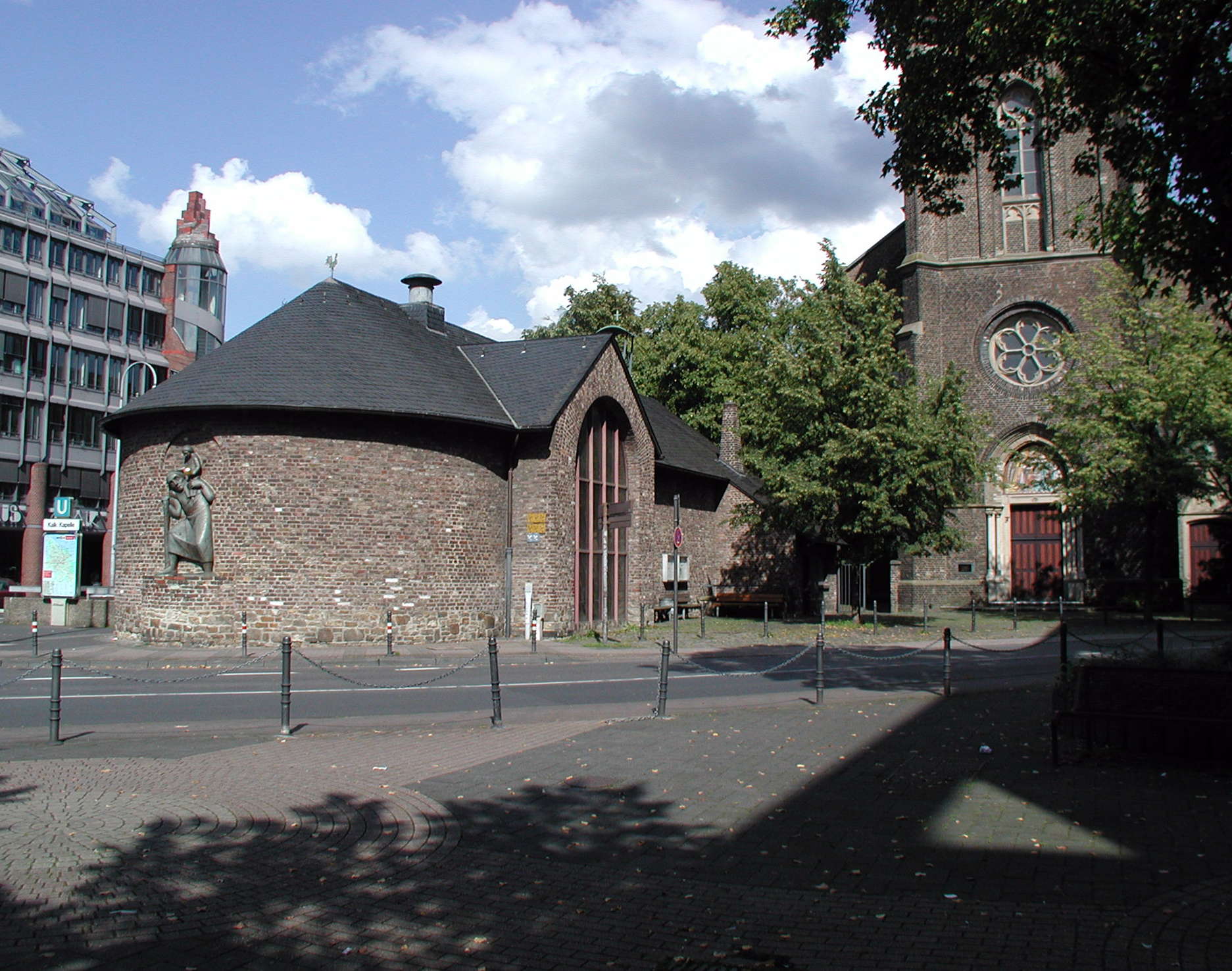
Heutige Kapelle

Geplant und verwirklicht wurde der Neubau 1948–1950 durch den Architekten Rudolf Schwarz und seinen Mitarbeiter Karl Wimmenauer. Die nördlich bei der Kalker Marienkirche stehende Kapelle wurde als schlichter, einschiffiger Backsteinbau auf einem Fundament aus behauenem Naturstein von der ehemaligen Lage um acht Meter östlich und drei Meter nach Süden versetzt. Das Bauwerk, in der neuen Konzeption um 180 Grad gedreht, ordnete entgegen der sonst üblichen Bauweise die Chorseite dem Westen zu. Durch die Glaswand der Ostseite erzielten die Architekten eine optische Integration des sich außen anschließenden Kreuzwegs. Der jetzt seitliche, zur Pfarrkirche und deren Vorplatz hin verlegte Haupteingang und -ausgang liegt nun nicht mehr unmittelbar am Bürgersteig. Für den Neubau verwendete man teilweise auch Trümmersteine und sonstiges verwertbares Material der alten Kapelle. Der Bau erstreckt sich östlich, parallel zur Marienkirche bis zu der das Gelände zur Kalker Hauptstraße hin abgrenzenden mit Kreuzwegstationen versehenen Friedhofsmauer.
Die Ostseite ist fast in ihrer gesamten Fläche verglast. Dieses Konzept versorgt aber nur hier den tonnengewölbten, nicht mehr wie ehemals unterteilten Kirchenraum mit ausreichendem Tageslicht. Die Nordwand hat nur spärlichen Lichteinfall, die Südwand ziert ein von Georg Meistermann entworfenes farbiges Rundbogenfenster. Die außen mit einer Christophorus-Figur (1957 von Hein Minkenberg) geschmückte Chorseite im Westen ist ohne Fenster und ohne Altar. Ihn ersetzt die auf einer podestartigen Erhöhung auf einem Sockel in einer Vitrine aufgestellte Pietà von Kalk.

## Wallfahrten heute
Ab 1932 fand erstmals eine nächtliche Wallfahrt der Männer am Vorabend des Passionssontages statt. Sie wurde 1940 von der Behörde verboten. Auch in heutiger Zeit findet dieser nächtliche „Schweigemarsch“ katholischer Männer zum Gnadenbild der Kalker Kapelle wieder statt. Zum Festtag „Schmerzhafte Mutter Gottes“ (15. September) findet jeweils am zweiten Samstag im September eine Marienwallfahrt zur Kalker Kapelle mit abendlicher Festmesse und anschließender Lichterprozession statt.

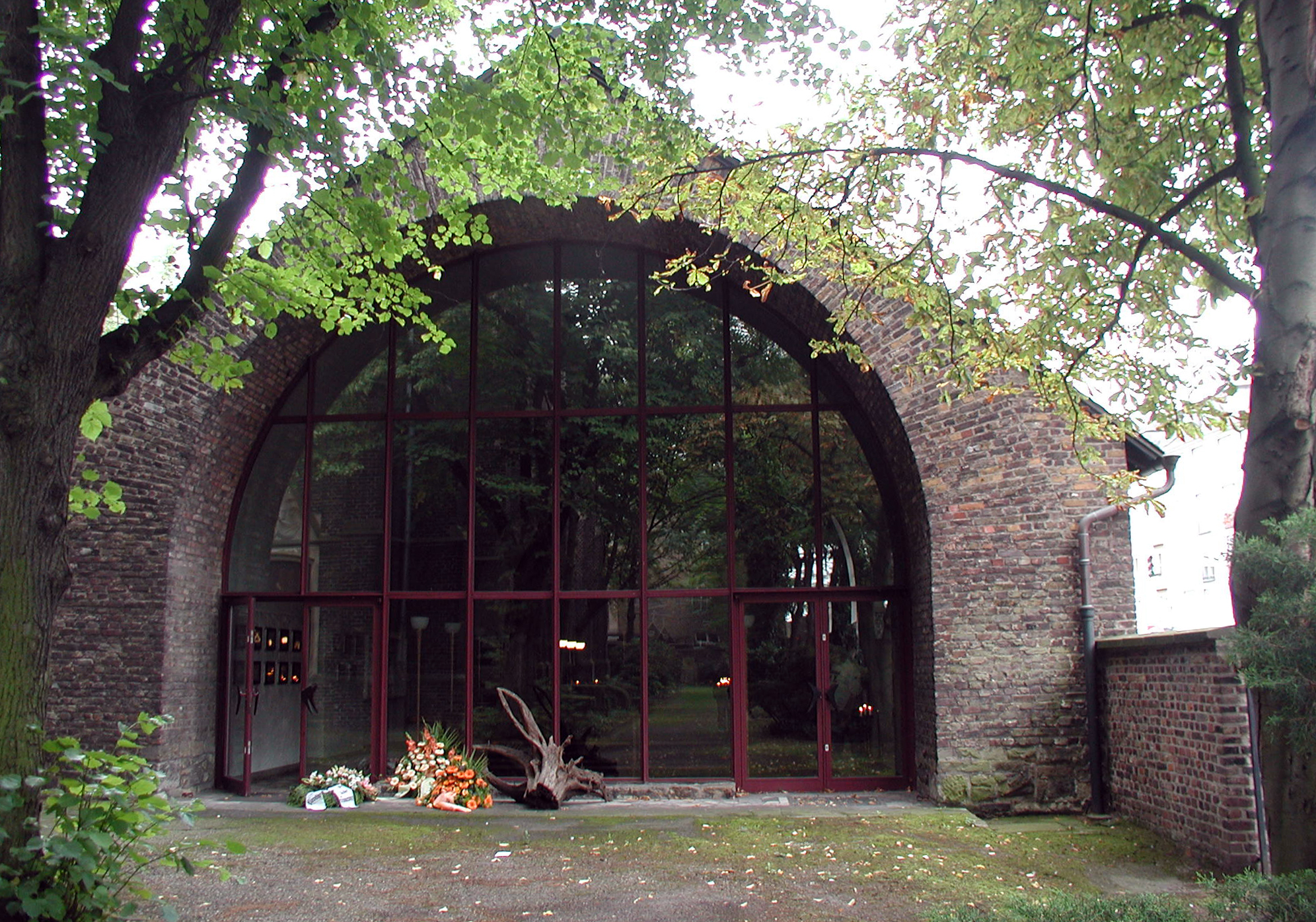
Ansicht vom Kreuzweg
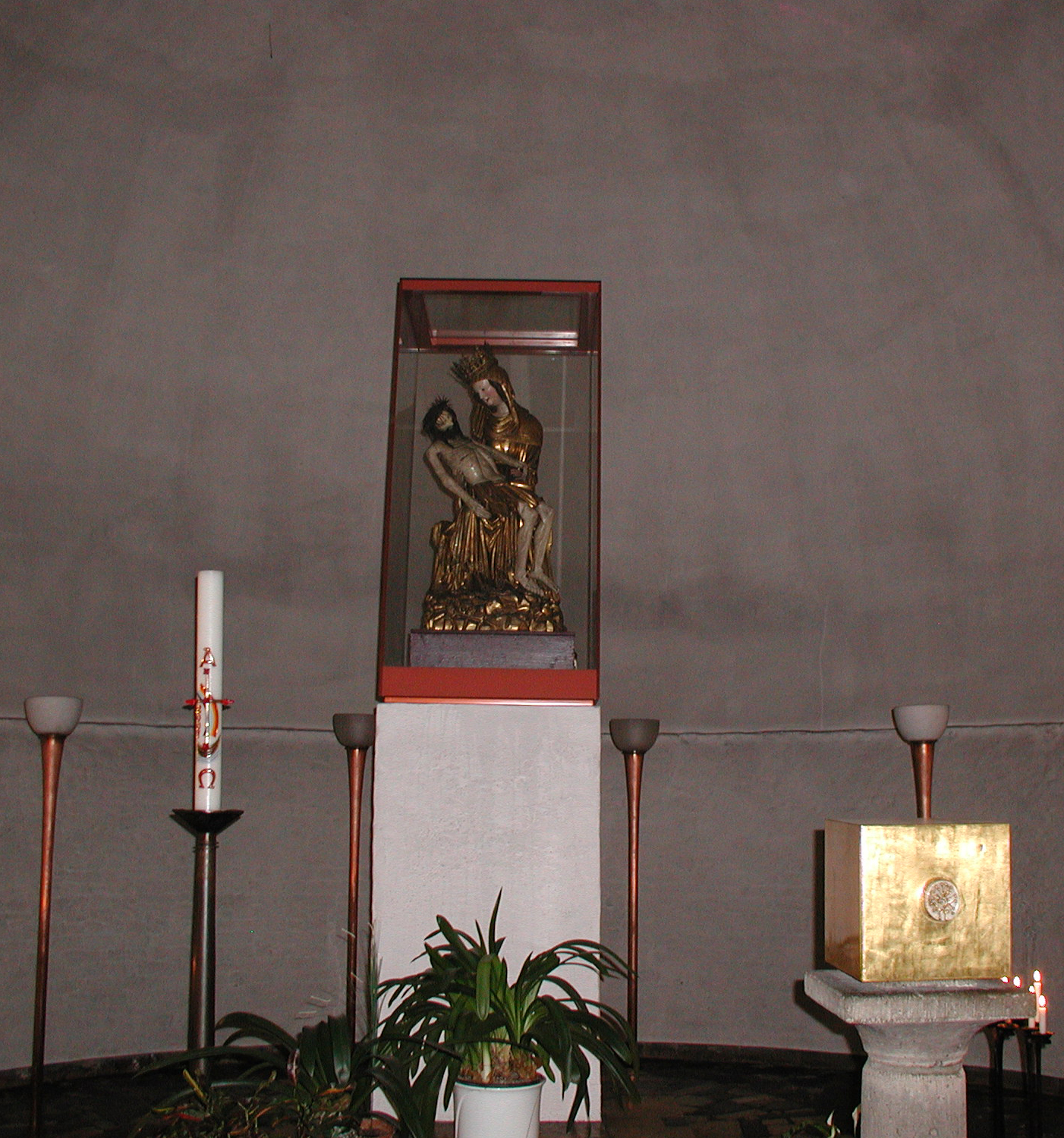
Chor und Pietà
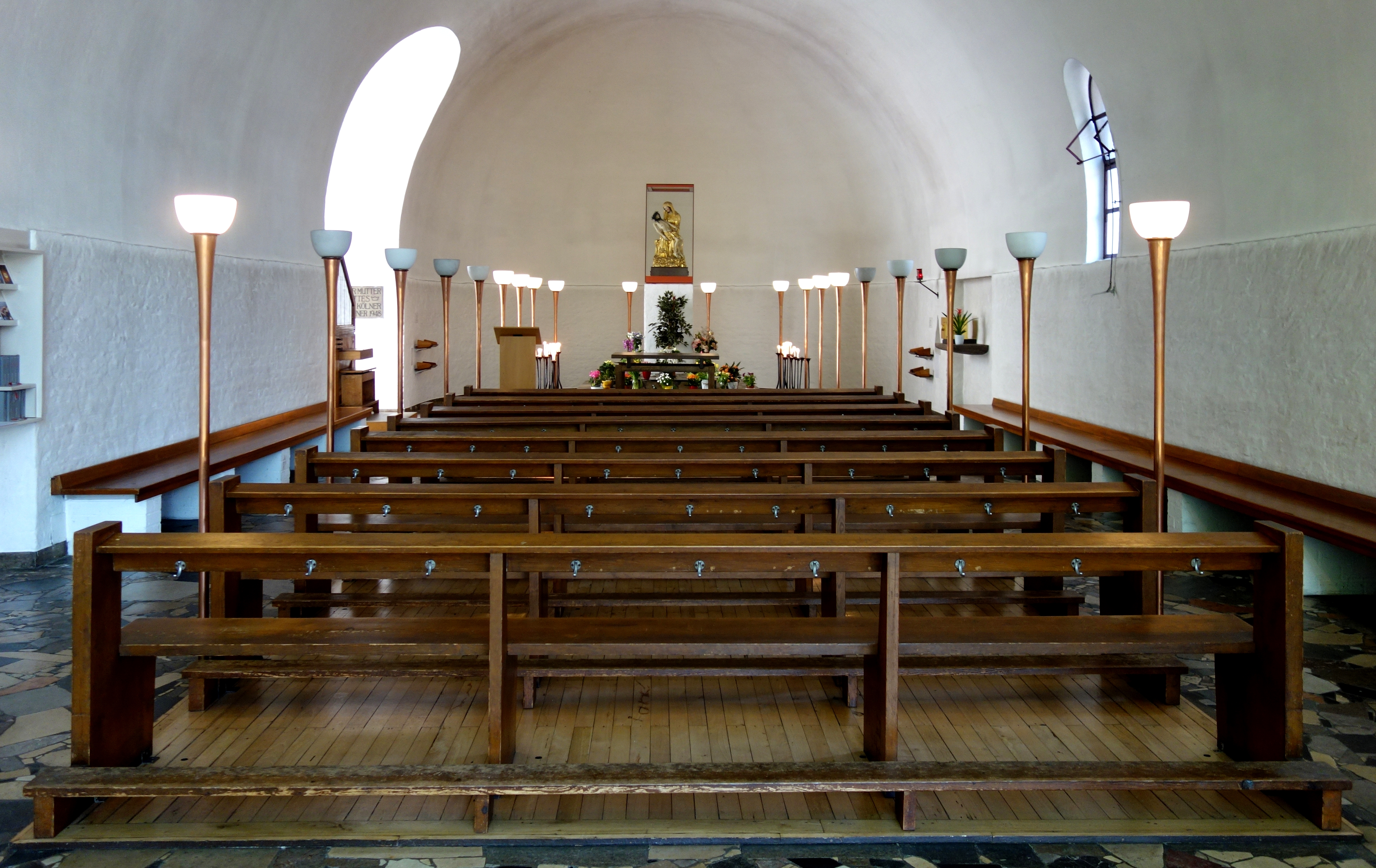
Innenraum von Osten
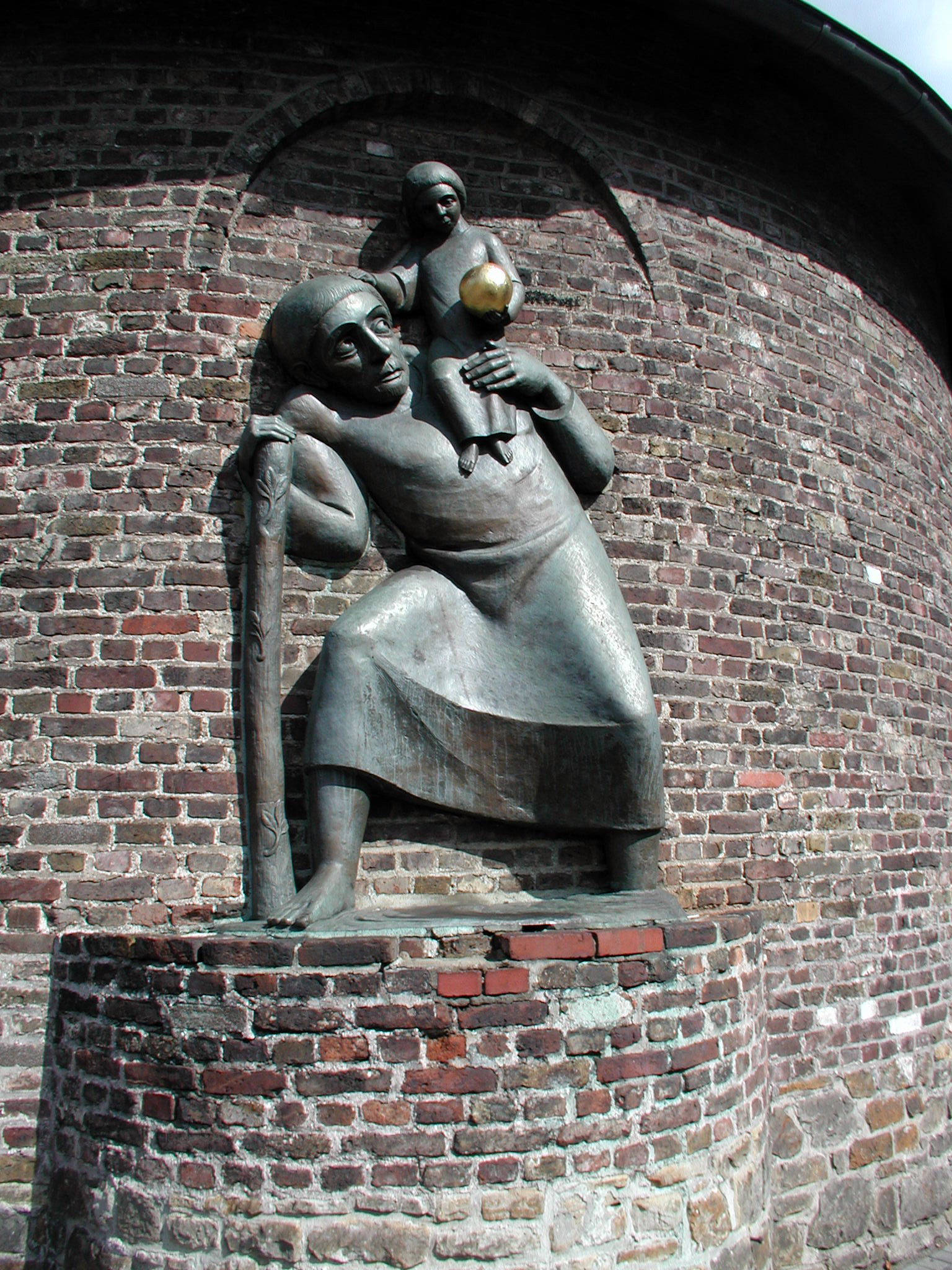
Christophorus, von Hein Minkenberg